# واقد
قرية واقد هي إحدى القرى التابعة لمركز كوم حمادة في محافظة البحيرة في جمهورية مصر العربية. حسب إحصاءات سنة 2006، بلغ إجمالي السكان في واقد 12314 نسمة، منهم 6316 رجل و5998 امرأة.

## التاريخ
قرية واقد من القرى القديمة، واسمها الأصلي «محلة بني واقد»، حيث وردت بهذا الاسم في قوانين ابن مماتي وفي تحفة الإرشاد من أعمال حوف رمسيس، وفي التحفة السنية لابن الجيعان في أعمال البحيرة، وفي التربيع العثماني باسمها الحالي، الذي وردت به أيضًا في دفتر المقاطعات سنة 1079هـ/1668م، وفي تاريخ سنة 1228هـ/1813م.